# Louise-Rosalie Lefebvre

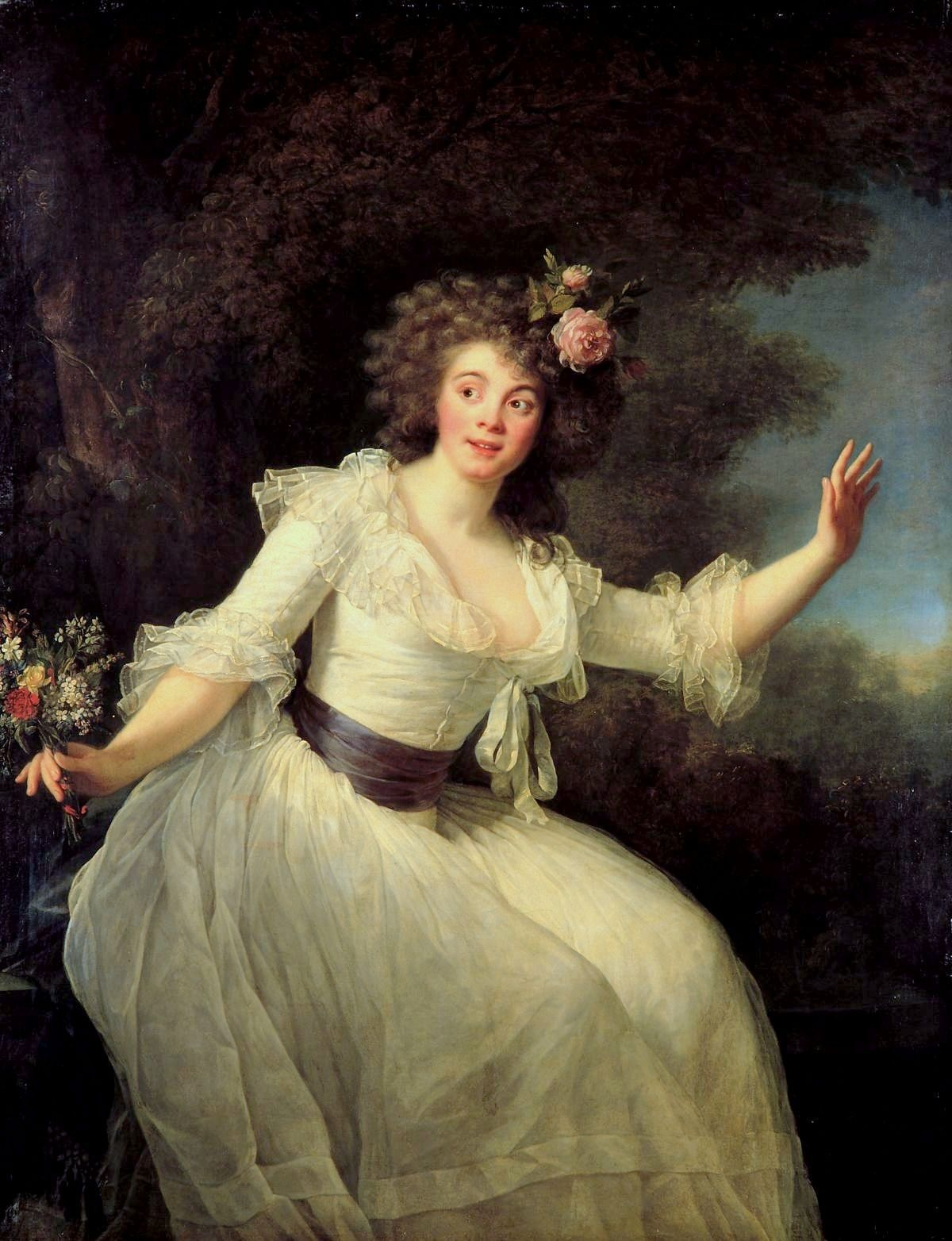
Porträt der Schauspielerin von Antoine Vestier

Louise-Rosalie Lefebvre (* 18. Juni 1755 in Berlin; † 22. September 1821 in Paris) war eine französische Theaterschauspielerin, Tänzerin und Sängerin.
Louise-Rosalie Lefebvre wurde als Tochter eines Tanzmeisters am Hof von Friedrich II. 1755 in Berlin geboren. Das Mädchen machte unter dem Künstlernamen Madame Dugazon Karriere als Opernsängerin, Theaterschauspielerin und Tänzerin. Lefebvre war seit 1776 mit dem Schauspieler Jean-Henry Gourgaud verheiratet und brachte 1782 den gemeinsamen Sohn Gustave Dugazon zur Welt. Dieser wurde später als Komponist bekannt.